# خوسه ماری
خوسه ماری (اسپانیایی: José Mari‎؛ زادهٔ ۱۰ دسامبر ۱۹۷۸) بازیکن فوتبال اهل اسپانیا بود.
از باشگاه‌هایی که در آن بازی کرده‌است می‌توان به باشگاه فوتبال سویا، باشگاه فوتبال اتلتیکو مادرید، باشگاه فوتبال خرز، باشگاه فوتبال آ.ث. میلان، باشگاه فوتبال ویارئال، باشگاه خیمناستیک تاراگونا، و باشگاه فوتبال رئال بتیس اشاره کرد.
وی همچنین در تیم‌های ملی فوتبال زیر ۱۸ سال اسپانیا، زیر ۲۱ سال اسپانیا، زیر ۲۳ سال اسپانیا، و اسپانیا بازی کرده‌است.